# Haiger
Haiger è un comune tedesco di 19 623 abitanti, situato nel land dell'Assia.